# Jorge Raúl Ainchil
Jorge Raúl Ainchil (Junín, 1924 - Mar de Plata, 1997) fue un poeta, crítico y periodista de Argentina. Obtuvo el primer premio de la categoría ensayo en la VI Fiesta de las Letras de Almirante Brown, en 1976. En 1986 recibió la mención especial en los Premios Regionales de Literatura, otorgada por la Secretaría de Cultura de la Nación.
Publicó los libros Romance del Fuerte de la Federación y otros poemas (1982, Municipalidad de Junín), Poesía, para qué? (poesía, edición de autor) y Mar del Plata, una ciudad para vivir Argentina (1997, Manrique Zago).
- Datos: Q5935865